# Jasenná (ort i Tjeckien, Hradec Králové)
Jasenná är en ort i Tjeckien.   Den ligger i regionen Hradec Králové, i den nordöstra delen av landet, 110 km öster om huvudstaden Prag. Jasenná ligger 270 meter över havet och antalet invånare är 699.
Terrängen runt Jasenná är platt. Runt Jasenná är det ganska glesbefolkat, med 42 invånare per kvadratkilometer. Närmaste större samhälle är Hradec Králové, 16,5 km sydväst om Jasenná. Trakten runt Jasenná består till största delen av jordbruksmark.